# 大红旗站
大红旗站是一个沈山线上的铁路车站，位于辽宁省沈阳市新民市大红旗镇，建于1903年，目前为四等站，邮政编码为110321。目前客运：办理旅客乘降；行李、包裹托运；货运：办理整车货物发到。